# Indigofera inhambanensis
Indigofera inhambanensis är en ärtväxtart som beskrevs av Johann Friedrich Klotzsch. Indigofera inhambanensis ingår i släktet indigosläktet, och familjen ärtväxter. Inga underarter finns listade i Catalogue of Life.